# Pedro de Vivar y Azúa
Pedro de Vivar y Ruiz de Azúa (1742 - † 1820) fue un sacerdote, político y primer Presidente del Senado de Chile en la Independencia de Chile siendo electo Senador Hijo del comisario general José de Melchor de Vivar y de la Rocha y de Juana Ruiz de Azúa y Amasa Yturgoyen esta última hermana del obispo de Concepción y Arzobispo de Bogotá, don Pedro Felipe de Azúa e Iturgoyen, y de uno de los fundadores de la Universidad de San Felipe, don Tomás de Azúa. 
fue Doctor de teología en la Universidad de San Felipe y canónigo de la Catedral Metropolitana de Santiago. 
En 1814, después del desastre de Rancagua, emigró al parecer, y en 1815 el fiscal del crimen pidió que se le siguiese proceso junto a otros eclesiásticos sospechosos como él, del delito de alta traición.
En 1817 fue nombrado gobernador eclesiástico del obispado de Santiago; el mismo año tuvo que renunciar al cargo por mala salud,
| Predecesor: creación del cargo | Presidente del Senado de Chile 1812-1813 | Sucesor: Camilo Henríquez |